# Théophile Beeckman
Théophile Beeckman (Meerbeke, Ninove, 1 de novembro de 1896 - 22 de novembro de 1955) foi um ciclista belga que correu durante os anos 20 do século XX. Conseguiu 4 vitórias, entre elas duas etapas ao Tour de France.

## Palmarés
- 1922
  - 1r à Heure lhe Romain-Malmédy-Heure lhe Romain
- 1923
  - Vencedor de uma etapa ao Critèrium dos Aiglons
- 1924
  - Vencedor de uma etapa ao Tour de France
- 1925
  - Vencedor de uma etapa ao Tour de France

## Resultados ao Tour de France
- 1920. Abandona (7ª etapa)
- 1922. 18º da classificação geral
- 1923. 14º da classificação geral
- 1924. 5º da classificação geral. Vencedor de uma etapa
- 1925. 6º da classificação geral. Vencedor de uma etapa
- 1926. 4º da classificação geral